# Райт (окръг, Айова)
Вижте пояснителната страница за други значения на Райт.
Окръг Райт (на английски: Wright County) е окръг в щата Айова, Съединени американски щати. Площта му е 1510 km², а населението - 14 334 души (2000). Административен център е град Клариън.